# Пурга (шхуна, 1857)
«Пурга» — парусная шхуна Сибирской флотилии России.

## Описание шхуны
Парусная шхуна водоизмещением 394 тонны. Длина шхуны по сведениям из различных источников составляла от 24,28 до 24,3 метра, ширина от 6,58 до 6,6 метра, осадка — 2,6 метра. Вооружение судна состояло из четырёх орудий.

## История службы
Парусная шхуна «Пурга» была куплена в Америке для нужд Сибирской флотилии в 1857 году. В том же году совершила плавание между Николаевским потом и Петропавловским портом с назначенным туда новым начальником морских и сухопутных войск и управляющим по гражданской части капитан-лейтенантом Н. М. Святским на борту.
В 1858—1869 годах использовалась для связи Курильских островов с материком, доставляя на острова продовольствие, почту и прочие товары, а также пассажиров, совершала плавание в Хакодате и участвовала в гидрографических работах в Татарском проливе в составе 1-й гидрографической партии. В кампании 1867 и 1868 годов совершала плавания между Петропавловским и Николаевским портами, а в июне 1868 года доставила на Курильские острова первых представителей государственной власти, которыми стали «по неимению штатных вахтёров два унтер-офицера местных войск» Усов и Тетерин. 
10 (22) августа 1869 года попала в туман в районе Курильских островов и разбилась недалеко от острова Кетой.

## Командиры шхуны
Командирами парусной шхуны «Пурга» в составе Российского императорского флота в разное время служили:
- капитан-лейтенант А. К. Шефнер (1857 год)[7];
- мичман, а с Г. Г. Тобизин (1858—1863 годы)[8];
- Пакулин (до июля 1864 года);
- капитан-лейтенант А. Ф. Худынцев (с июля 1864 года по 1867 год)[5][9];
- лейтенант С. С. Дурново (1867—1868 годы)[10];
- Кузнецов (1868 год);
- Чепелев (1869 год).